# Francesc Palou
Francesc Palou (Petra, 1723 - Ciutat de Mèxic, 1789) fou un missioner franciscà, administrador i historiador a la península de la Baixa Califòrnia i a l'Alta Califòrnia. Les contribucions del pare Palou al moviments monàstics californians i mexicans són àmplies. Conjuntament amb el seu mentor, Juníper Serra, Palou va treballar per construir nombroses missions a tot Mèxic i Califòrnia, algunes encara existeixen avui en dia. Membre de l'orde franciscà, Palou finalment va convertir-se en superior o "president" de les missions a la Baixa Califòrnia, i posteriorment de l'Alta Califòrnia. Les fites assolides per Palou comencen a la seva joventut i acaben amb la seva mort, a l'edat de 66 anys.
Segons el seu biògraf, Herbert E.Bolton, "El frare Palou era un estudiant modèlic, cristià devot, deixeble lleial, viatger incansable, missioner entusiasta, un ferm defensor de la fe, un pioner emprenedor, un constructor de missions pròsperes, un administrador hàbil i un historiador imparcial de Califòrnia". Palou és citat particularment per la seva piadosa biografia de Serra i pel seu multivolum de la història primerenca de les Califòrnies.
Palou va néixer en el petit poble de Petra (Mallorca) on va ingressar a l'orde franciscà als 17 anys el 1739. Juntament amb el seu mentor Juníper Serra, amb qui havia establert una relació d'estudiant/mentor, va viatjar a Nova Espanya el 1740 i va servir com a missioner a Sierra Gorda a la regió de Querétaro. Quan els jesuïtes van ser expulsats de la Baixa Califòrnia el 1768, els franciscans a les ordres de Serra van ser enviats a reemplaçar-los. Palou va ser assignat a la Missió de San Javier. L'any següent, Serra va anar al nord per a fundar la nova província missionera de l'Alta Califòrnia, i Palou va succeir-lo com a encarregat de les missions de la Baixa Califòrnia. Quan els dominicans van assumir el control de les missions peninsulars el 1773, Palou es va traslladar a Califòrnia, marcant les fronteres geogràfiques entre els territoris dels dos ordes. Primer va anar a San Diego, per posteriorment continuar fins a la Missió de San Carles a Monterey-Carmel, que Serra havia utilitzat com la seva base.
El 1774, Palou va acompanyar l'expedició de Fernando Rivera Moncada a la Badia de San Francisco. Va ajudar en l'exploració del lloc de San Francisco. El 4 de desembre va plantar la creu a Point Lobos amb una bona vista a Golden Gate i l'Oceà Pacífic. Ell tornaria a Lobos l'any 1776 amb el tinent Moraga i el 28 de juny d'aquell any celebraria la seva primera missa i més tard a la futura Mission Dolores, que Palou va fundar poques setmanes després.
Palou va estar al timó fins que va ser cridat a donar l'extremunció al seu mentor i amic íntim, Juníper Serra el 1784 a la Missió de San Carlos. Amb la mort de Serra a Carmel, Palou va convertir-se en el cap de les missions de l'Alta Califòrnia. Palou va quedar-s'hi i va servir-hi de manera competent fins que la salut li va fallar. El 1785 es va retirar al Col·legi missioner de San Fernando de Mèxic. Va ser escollit vigilant del col·legi fins que va morir. A San Fernando va completar la biografia de Serra, la major part de la qual havia escrit quan era a Califòrnia.